# 직업 교육 연방 연구소

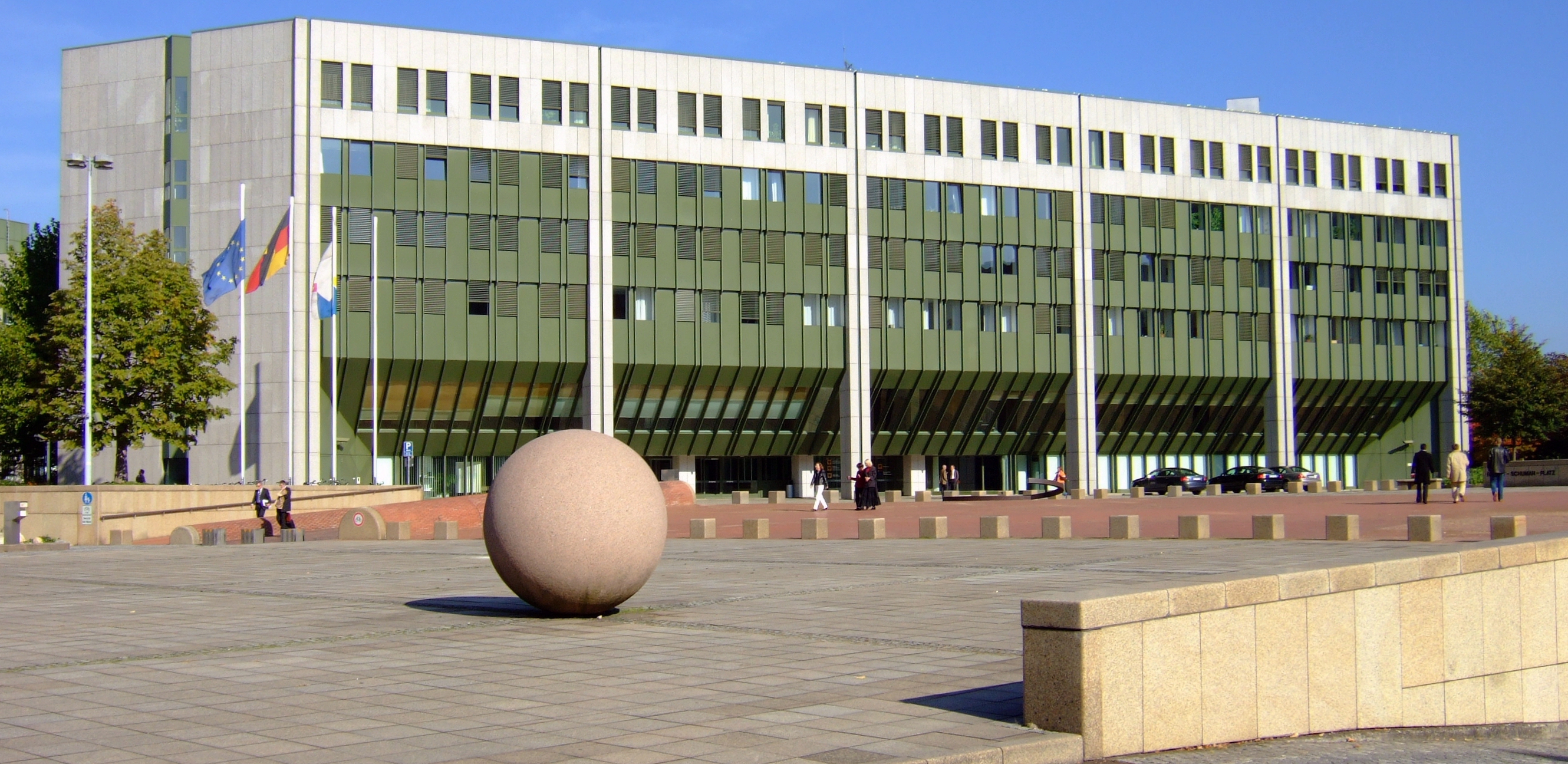
BIBB 연구소의 건물

직업 교육 연방 연구소(독일어: Bundesinstitut für Berufsbildung, BIBB)는 독일의 마이스터 제도 훈련의 연구 및 개발을 위해 독일 정부에 의해 공인된 기관이다. 1970년에 설립되었다.